# سانفورد مايرون زيلر
سانفورد مايرون زيلر (بالإنجليزية: Sanford Myron Zeller) هو أخصائي فطريات وعالم نبات أمريكي، ولد في 19 أكتوبر 1885 في كولدووتر في الولايات المتحدة، وتوفي بنفس المكان في 4 نوفمبر 1948.